# Hendrika Johanna van Leeuwen
Hendrika Johanna van Leeuwen (Haia, 3 de julho de 1887 – Delft, 26 de fevereiro de 1974) foi um física neerlandesa, conhecida por suas contribuições à teoria do magnetismo.
Estudou na Universidade de Leiden, onde obteve um doutorado em 1919, orientada por Hendrik Lorentz, com a tese Vraagstukken uit de electronentheorie van het magnetisme, onde explica por quê o magnetismo é um efeito mecânico quântico essencial, um resultado atualmente referenciado como Teorema de Bohr–van Leeuwen. (Niels Bohr chegou à mesma conclusão alguns anos antes.) Ela continuou a investigar materiais magnéticos na "Technische Hogeschool Delft" (atual Universidade Técnica de Delft), primeiro como assistente entre setembro de 1920 e abril de 1947, sendo então promovida a "lector in de theoretische en toegepaste natuurkunde" (professora de física teórica e aplicada).
Hendrika van Leeuwen foi cunhada de Gunnar Nordström, conhecido como o "Einstein da Finlândia", que estudou em Leiden com Paul Ehrenfest, o sucessor de Lorentz. Sua irmã Cornelia (Nel) também começou um PhD em Leiden, orientada por Willem Keesom, mas desistiu quando se casou com Nordström e se mudou com ele para Helsinque.
Van Leeuwen esteve presente na celebração do aniversário de ouro do doutorado de Lorentz, em 11 de dezembro de 1925, e nessa ocasião relatou o papel de Lorentz como cientista e professor.